# FRIDAY Bang! Bang! Highway
FRIDAY Bang! Bang! Highway（フライデー・バン・バン・ハイウェイ）は2010年4月2日からエフエム山口で放送されている夕方ワイド番組。放送時間は金曜日 15:00 - 18:55。当初は16時からの放送だったが、2011年4月から伊藤愛をパーソナリティに据え、1時間拡大された。番組のロゴ上の表記は「FRIDAY Bang! Bang! H!ghway」である。
月 - 木に関してはJFNC制作の「News Delivery -Evening Edition-」のネットに切り替え、その中で一部をローカル枠に差し替えて放送することにしたため、唯一の夕方ワイドになる。金曜日の自社制作枠は「まるてんフライデー」と「Evening Street」から引き継がれたが、この番組では「まるてん」の色はほとんどなくなっている。
年末年始は放送休止することがある。
- 2013年1月4日：FRIDAY GOES ON! (15:00 - 15:55)／THINK ABOUT AIDS 2013 (16:00 - 16:55)／大野雄二 ～ルパンが愛したJAZZ (17:00 - 17:55)／LOOK BACK 2012! (18:00 - 18:55)

2015年11月27日で放送終了。

金光は金曜に残り、新たなパートナーに宮田あやかを据えて『はっぴーはっぴーフライデー』を担当、

わだりえは平日朝の新ワイド『JOYOUS!』を担当する。
なお、この番組の終了と同時にエフエム山口のオリジナルチャートの発表を取りやめた。

## パーソナリティ
- 金光一昭
- 伊藤愛（ - 2012年2月3日 体調不良のため休養入りし、結局降板）
- 志穂（2012年2月10日 - 9月28日 伊藤のピンチヒッター）
- 和田利絵（現・わだりえ）（2012年10月5日 - ）

## タイムテーブル

### 2011年3月まで
★は「Evening Street」からの引き継ぎ。
- 16:06 yamaguchi Bang!Bang!FLASH
- 16:21 ★FM Radio Shopping
- 16:30 Bang!Bang!Rock Arena
- 16:38 ★GO!GO!RENOFA
- 16:55 ★快適生活ラジオショッピング
- 17:00 Information Parking
- 17:14 ★シネマスクエア7スクリーンガイド
- 17:20 ★ニュース・ハイライト
- 17:30 ★道路交通情報
- 17:35 Okkey's Radio Wao - 沖永優子
17:38 UNIQLO LOVERS
17:43 Fun Fun Fine
- 18:00 さわりBang!Bang!FLASH
- 18:10 県民ダイアリー
- 18:20 ★道路交通情報
- 18:25 ★FMY WEEKLY MUSIC CHART
- 18:50 献血インフォメーション

### 2011年4月以降
- 15:00 オープニング
- 15:09 すぐさまリクエスト
- 15:30 Yamaguchi Bang!Bang!FLASH
- 15:46 金曜なのに歌謡ゴールデン劇場
- 15:55 ニュース
- 16:06 Yamaguchi Bang!Bang!FLASH
- 16:20 Mine　AKIYOSHIDAI　Geo Park STEP
- 16:26 ユニクロ山口店、防府店のユニクロタイムス～お客様の笑顔のそばに～
- 16:45 SPORTS FOCUS supoスポ
- 16:55 快適生活ラジオショッピング
- 17:00 Information Parking
- 17:14 シネマスクエア7スクリーンガイド
- 17:20 ニュース・ハイライト
- 17:30 道路交通情報
- 17:35 フラバンすなっちバトル!
- 17:45 GO!GO!RENOFA
- 18:00 さわりBang!Bang!FLASH
- 18:10 県民ダイアリー
- 18:20 道路交通情報
- 18:25 FMY WEEKLY MUSIC CHART
- 18:50 献血インフォメーション